# Ambroży (Munteanu)
Ambroży, imię świeckie Witalij Munteanu (ur. 25 października 1973 w Taksobniu) – biskup Rosyjskiego Kościoła Prawosławnego. 

## Życiorys
W 1990 rozpoczął studia dziennikarskie, jednak jeszcze w tym samym roku przerwał je i wstąpił do seminarium duchownego w Kiszyniowie. W 1991 został posłusznikiem w monasterze Nowy Neamt. Wieczyste śluby mnisze złożył 8 kwietnia 1993. 2 maja 1994 przyjął święcenia diakońskie z rąk biskupa benderskiego Wincentego, w tym samym roku ukończył seminarium w Kiszyniowie. Od 1994 do 1999 wykładał liturgikę, ustaw cerkiewny i ascetykę w tejże szkole. Od 1995 był jej prorektorem, a od 1997 do 1999 także inspektorem. 28 listopada 1996 metropolita kiszyniowski i całej Mołdawii Włodzimierz wyświęcił go na hieromnicha. W 1997 otrzymał godność ihumena. W 1996 podjął w trybie zaocznym studia na Moskiewskiej Akademii Duchownej, dyplom uzyskał w 2004 na Kijowskiej Akademii Duchownej.
W latach 1998–2002 był rektorem liceum teologicznego w Jedińcach oraz spowiednikiem miejscowej wspólnoty sióstr miłosierdzia. W 2000 otrzymał godność archimandryty. Dwa lata później został przełożonym monasteru Trójcy Świętej we Frumoasie. W 2007 ukończył studia historyczne na Międzynarodowym Niezależnym Uniwersytecie Mołdawii. W 2011 doktoryzował się. W 2011 mianowany przełożonym Monasteru Girżawskiego.
27 grudnia 2011 Święty Synod Rosyjskiego Kościoła Prawosławnego nominował go na biskupa nieftiekamskiego i bielebiejewskiego, pierwszego ordynariusza nowo powstałej eparchii nieftiekamskiej. Jego chirotonia biskupia miała miejsce 4 lutego 2012 w soborze Chrystusa Zbawiciela w Moskwie z udziałem konsekratorów: patriarchy moskiewskiego i całej Rusi Cyryla, metropolitów krutickiego i kołomieńskiego Juwenaliusza, taszkenckiego i uzbeckiego Wincentego, sarańskiego i mordowskiego Warsonofiusza, wołokamskiego Hilariona, ufimskiego i stierlitamackiego Nikona, arcybiskupów istrińskiego Arseniusza, wieriejskiego Eugeniusza, siergijewsko-posadzkiego Teognosta, byłego biskupa jekaterynburskiego Nikona, widnowskiego Tichona, sierpuchowskiego Romana, sołniecznogorskiego Sergiusza, jedinieckiego i briczańskiego Nikodema, woskriesieńskiego Sawy, birskiego Mikołaja, arcybiskupa filippolskiego Nifona (Patriarchat Antiochii), biskupa morawickiego Antoniego (Serbski Kościół Prawosławny).
W 2017 r., w związku z utworzeniem eparchii birskiej, tytuł hierarchy uległ zmianie na „nieftiekamski i oktiabrski”.
30 maja 2019 r. przeniesiony do Egzarchatu Zachodnioeuropejskiego jako jego wikariusz, z tytułem biskupa bogorodzkiego. Jest duszpasterzem przebywających we Włoszech prawosławnych Mołdawian.